# 中央会堂
中央会堂（Central Synagogue，Congregation Ahavath Chesed）位于美国纽约州纽约市曼哈顿区莱辛顿大道652号，即55街街角，建于1872年，摩尔复兴式建筑风格，模仿了布达佩斯的烟草街会堂 ，向西班牙摩尔时期犹太人的存在表示敬意。它被连续使用的时间超过纽约其他所有的犹太会堂。
这座建筑戏剧性的风格成为兴建过程中许多辩论的主题。一些人认为它过分激起羡慕，妨碍了同化。
这是美国仍在使用的最古老的犹太会堂之一。1975年5月15日被列为国家史迹名录  It has been restored recently in the original style after a fire in August 1998.，每周定时向公众开放游览。
这座犹太会堂拥有著名的布鲁克林Salem Fields Cemetery。 